# 小割まさ江
小割 まさ江（こわり まさえ）（1935年8月7日 - ）は、日本のジャズ歌手である。

## 経歴
広島県呉市出身、広島大学附属中学校卒業、血液型はＡ型。
小割には1人の兄、4人の姉がおり、海軍で仕事をしていた父・権之助、母・益代のもと、1935年に5人兄弟の末っ子として生まれる。
小学生時代、青い鳥児童合唱団に所属し、NHK広島放送局で童謡を歌ったこともあった。1952年に一家で大阪へ移住し、その頃より、ジャズ・ヴォーカルに興味を抱く。知人がジャズ・バンドを持っていたことから、歌い始めるようになる。
その後、1954年に大阪で、花田与一のビッグ・ジャズメンの専属歌手としてデビューし、当初はバラードを得意としていたが、ビッグ・ジャズメンの演奏スタイルに感化され、リズム＆ブルース風の楽曲も歌うようになり、リズム＆ブルースを得意とした女性シンガーとして活躍した。
1955年、ブライト・リズムから上京を薦められ、同年8月に上京すると、エデイ岩田とボーク・チャップスの専属歌手として加入した。1955年当時、小割は「彼女の良さは第一に黒人的なムードをもっていることで、それも発音の良し悪し等を心配する必要の無い程強いものである。勿論、今日までの全く独力で勉強してきたので今後の大成を期待するには発声にしろ歌の解釈にしろ改めるべき点は少くないが、決して人真似ではないし、フレーズの終りを細心の注意をもって歌い上げているのは良い」と評価されていた。
1960年の第11回NHK紅白歌合戦では、有明ユリ、沢たまき、高美アリサとともに「或る恋の物語」を歌唱した。
演奏旅行の際、その土地土地の珍しい人形を買って、コレクションにしていた。

## NHK紅白歌合戦出場歴
| 年度/放送回               | 曲目         | 対戦相手       | 備考                                           |
| ------------------------- | ------------ | -------------- | ---------------------------------------------- |
| 1960年（昭和35年）/第11回 | 或る恋の物語 | ダークダックス | 沢たまき、有明ユリ、高美アリサとの混合で歌唱。 |